# Gnamptoloma rubra
Gnamptoloma rubra là một loài bướm đêm trong họ Geometridae.